# Coma d'Amitges (la Vall de Boí)
La Coma d'Amitges o Coma de Mitges és una coma que es troba dins el terme municipal de la Vall de Boí, a l'Alta Ribagorça, i dins del Parc Nacional d'Aigüestortes i Estany de Sant Maurici.
«El nom li ve del fet que fa de 'paret mitgera' o 'serra mitgera'».

## Geografia
Correspon a la banda esquerra de les dues que formen la petita Vall de Peixerani, afluent per l'esquerra del Riu de Sant Nicolau, a la Vall de Boí. És una coma d'origen glacial; es troba per sobre dels 2.000 metres i la seva superfície aproximada és de 3 km².

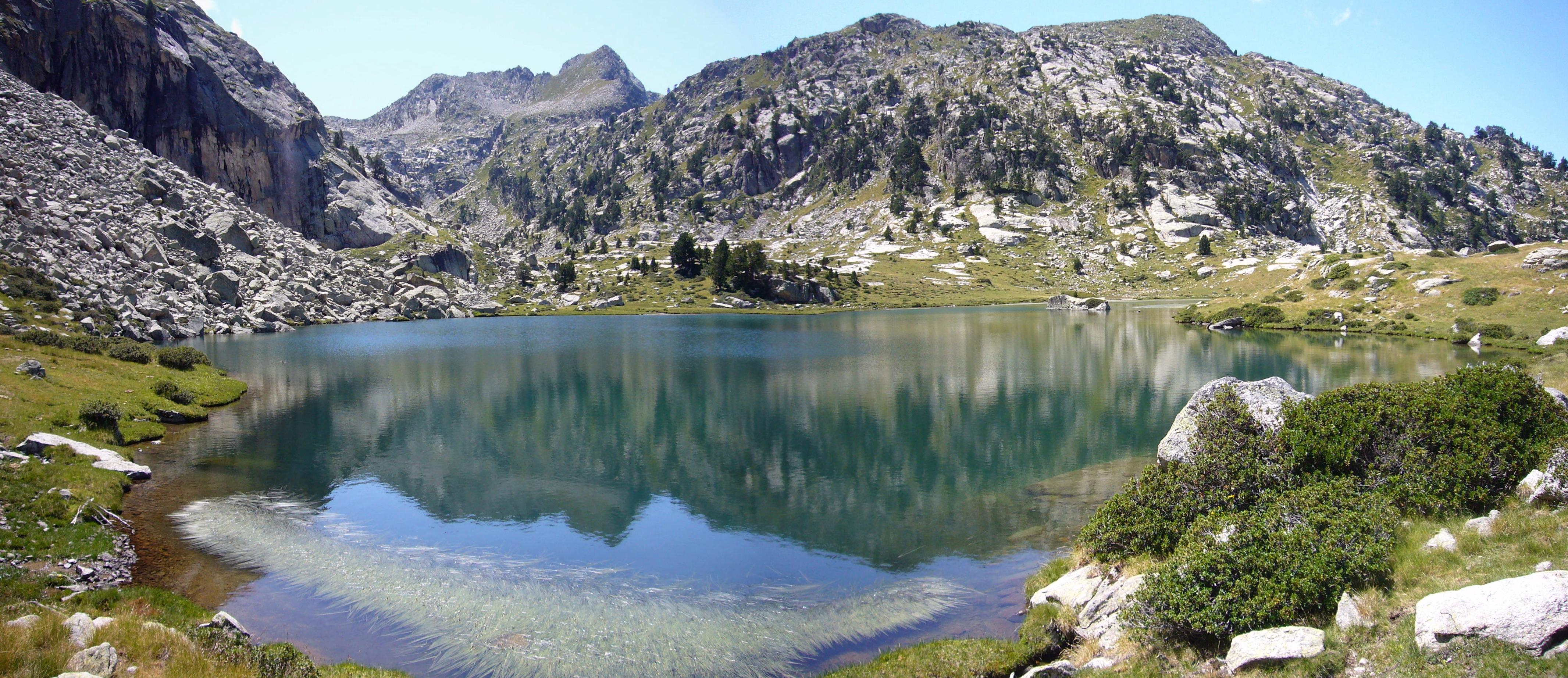
Estany de la Coma d'Amitges

A l'oest de l'Estany Nere, s'inicia la carena que en forma d'U rodeja la Coma; des d'aquest punt, i limitant amb la Coma dels Pescadors, la carena pren direcció sud, passant pel Tossal de la Montanyeta (2.771,4 m) i el Coll de la Montanyeta (2.664,6 m), fins a confluir amb la carena que limita amb la zona nord-occidental de la Vall Fosca, on vira cap al sud-est; en arribar a la zona de les Pales de Cubieso, gira ara cap al nord-est i segueix la carena que la separa de la Vall de Dellui, fins a assolir el Pic de la Montanyeta (2.674,8 m). Des del pic, i limitant amb la Vall de les Corticelles, agafa direcció nord-est fins a un coll on vira cap al Bony de les Corticelles (2.520,8 m), al nord-oest. Finalment, des d'aquest últim pic, seguint direcció nord, va perdent altura cap a l'extrem oriental de l'Estany Llong.
A la zona del Tossal de la Montanyeta, una variant de la carena, fa un semicercle cap a ponent, rodejant l'Estany Perdut (2.461 m) per la seva part meridional; l'estany drena, per la seva banda occidental, cap al nord-est. L'Estany de la Coma d'Amitges (2.269 m) recull les aportacions del Barranc de Cometes (S) i de l'Estany Perdut (ESE), i drena pel seu extrem nord-oriental cap al Barranc de la Coma d'Amitges, que agafant direcció nord desaigua al Barranc de Peixerani.

## Rutes[7]
Nombrosos són els camins que creuen aquesta coma. A l'Estany de la Coma d'Amitges es pot arribar resseguint el Barranc de la Coma d'Amitges, que puja des de la zona de l'Estany Llong, o seguint el Barranc de Peixerani fins als encontorns de l'Estany Nere i girant cap al sud-oest després. Des de l'estany es pot agafar direcció est per assolir l'Estany Perdut primer, i la Coma dels Pescadors després. Diverses són les alternatives cap al sud: el Coll de la Montanyeta al sud-est, la Vall de Dellui al sud i, el Pic de la Montanyeta i la Vall de les Corticelles al sud-oest.